# Catherine Cheatley
Catherine "Cath" Cheatley (nascida Sell; Whanganui, 6 de abril de 1983) é uma ex-ciclista profissional neozelandesa que competia no ciclismo de estrada e pista. É medalhista de bronze na corrida por pontos do Campeonato Mundial em pista. Representou Nova Zelândia nos Jogos Olímpicos de Verão de 2008.